# Belagerung von Antwerpen (1832)

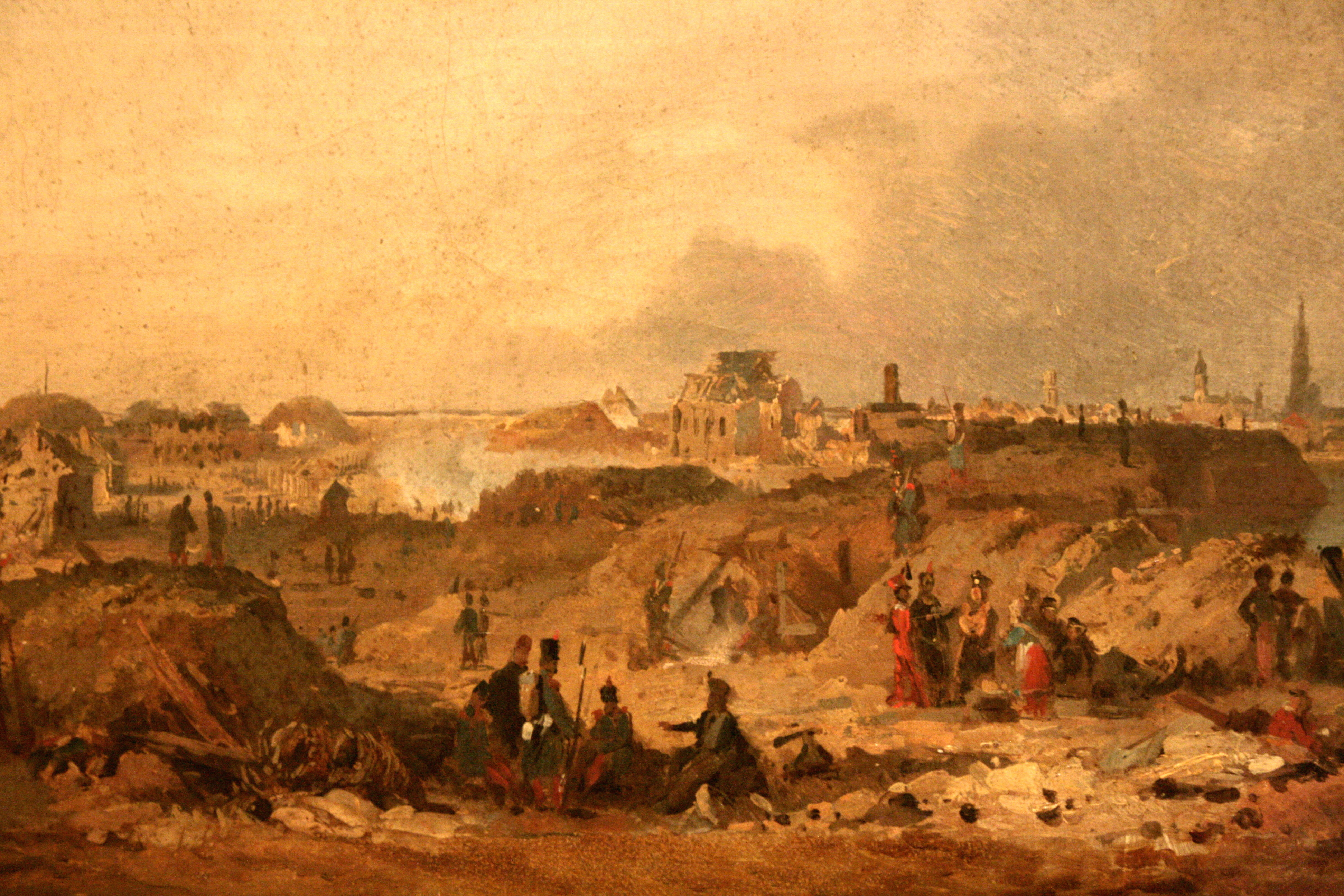
Die Zitadelle von Antwerpen nach dem Beschuss

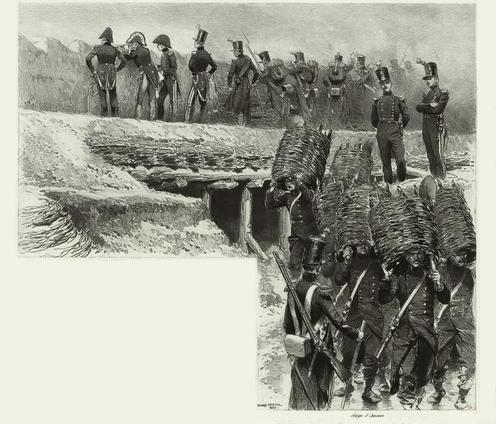
Französische Stellung während der Belagerung

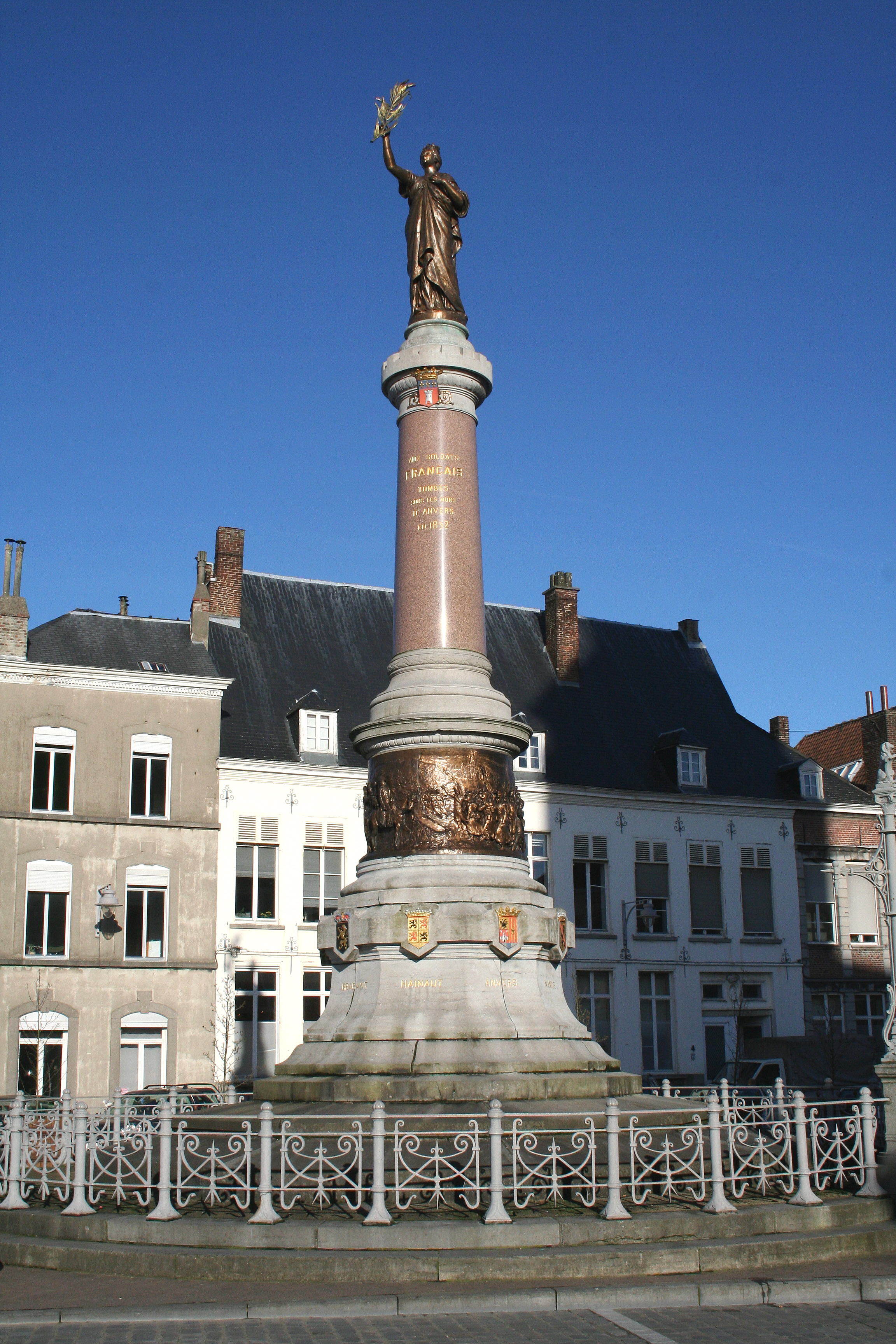
Monument in Tournai zum Gedenken an die französischen Soldaten

Die Belagerung von Antwerpen vom  15. November bis 24. Dezember 1832 war die letzte militärische Aktion in Folge der Belgischen Revolution. Dabei wurde die von niederländischen Truppen verteidigte Zitadelle von Antwerpen von französischen Truppen eingenommen.

## Vorgeschichte
In der Belgischen Revolution von 1830 spalteten sich die südlichen Landesteile von den Niederlanden ab und bildeten den neuen belgischen Staat. 1831 versuchten die Niederlande im Zehn-Tage-Feldzug nochmals die Herrschaft in Belgien zu gewinnen. Nach ersten Erfolgen (u. a. die Eroberung Antwerpens am  4. August 1831) kam den Belgiern ein französisches Heer unter Marschall Gérard zu Hilfe und die Niederländer mussten sich zurückziehen. In der Zitadelle von Antwerpen verblieben jedoch niederländische Truppen.

## Die Belagerung
Die Belagerung wurde auf französischer Seite vom Festungsexperten François Nicolas Benoît Haxo geleitet, ihm stand auf der niederländischen Seite General David Hendrik Chassé gegenüber. Während der Belagerung wurden schwere Mörser eingesetzt. Am 24. Dezember ergaben sich die Niederländer, über 4600 Soldaten gingen in Gefangenschaft.

## Gedenken
Ein von Frankreich 1897 errichtetes Denkmal für die gefallenen französischen Soldaten steht in Tournai, nachdem die Stadt Antwerpen ablehnte.